# Діоцез

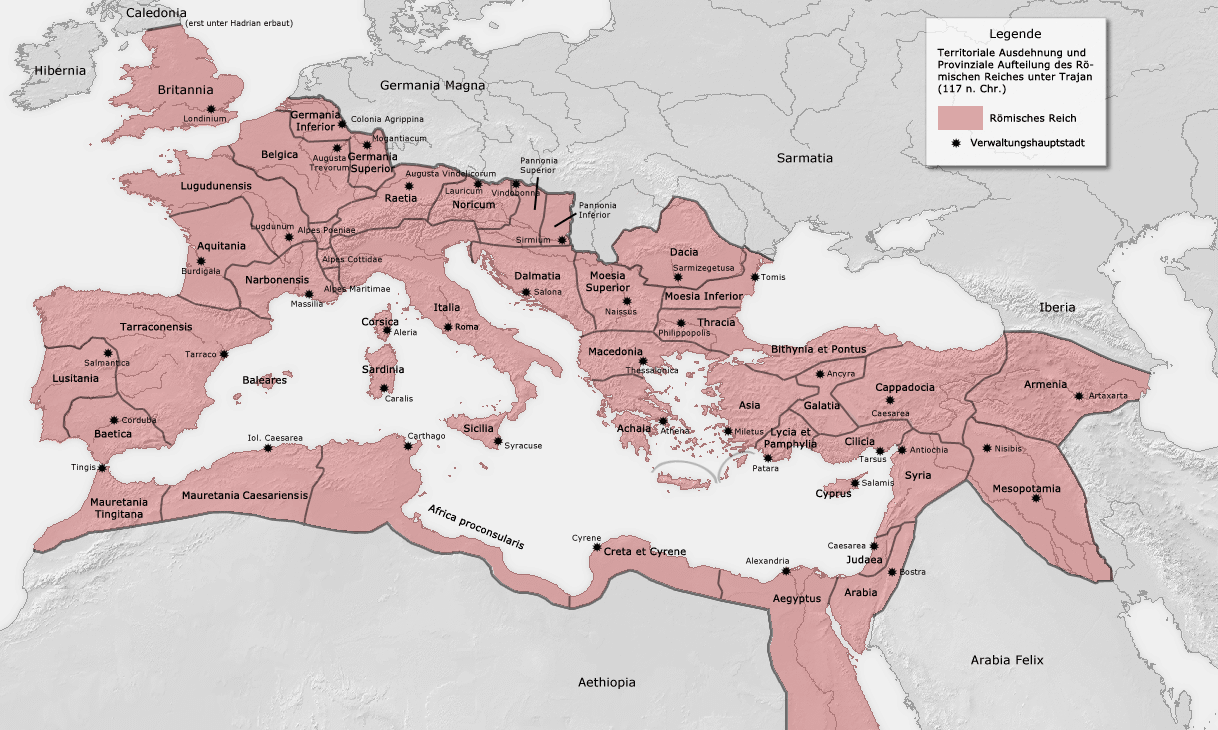
Розподіл Римських провінцій за правління імператора Траяна.

Термін Діоцез (лат. dioecesis, грец. διοίκησις — адміністрація) з I століття до н. е. позначав міський округ в Стародавньому Римі. Пізніше, за часів принципату це частина провінції (єпархії).
Згодом після реформ Діоклетіана наприкінці III століття — Діоцез — це вже велика адміністративна одиниця, до складу якої входило кілька провінцій. Всі провінції були розподілені до 12 діоцезів. А до моменту поділу імперії на західну і східну у 395 році їх вже було 15. Керував діоцезом (і провінціями) — вікарій (лат. vicarius), підпорядкований після 312 року префекту преторія.
Система діоцезів проіснувала у Візантійській імперії до 630 року, коли було запроваджено поділ на феми.